# Interlands Zwitsers voetbalelftal 1930-1939
Deze pagina toont een gedetailleerd overzicht van de interlands die het Zwitsers voetbalelftal speelt en heeft gespeeld in de periode 1930 – 1939.

## Interlands

### 1930
|                                                                        |                                                                          |       |                                   |                                                                               |
| 9 februari Vriendschappelijk № 92 «onderlinge duels» 15:00 uur (UTC+1) | Italië                                                                   | 4 – 2 | Zwitserland                       | Stadio Nazionale PNF, Rome Toeschouwers: 30.000 Scheidsrechter: H. Gray (ENG) |
| 9 februari Vriendschappelijk № 92 «onderlinge duels» 15:00 uur (UTC+1) | Mario Magnozzi 22' Mumo Orsi 26' Giuseppe Meazza 37' Giuseppe Meazza 39' |       | 17' Aldo Poretti 19' Aldo Poretti | Stadio Nazionale PNF, Rome Toeschouwers: 30.000 Scheidsrechter: H. Gray (ENG) |

|                                                                    |                                                        |       |                                                           |                                                                                  |
| 23 maart Vriendschappelijk № 93 «onderlinge duels» 15:00 uur (UTC) | Frankrijk                                              | 3 – 3 | Zwitserland                                               | Stade du Matin, Colombes Toeschouwers: 20.000 Scheidsrechter: Stanley Rous (ENG) |
| 23 maart Vriendschappelijk № 93 «onderlinge duels» 15:00 uur (UTC) | André Cheuva 17' Manuel Anatol 34' Ernest Libérati 58' |       | 10' August Lehmann 13' August Lehmann 68' Jacques Romberg | Stade du Matin, Colombes Toeschouwers: 20.000 Scheidsrechter: Stanley Rous (ENG) |

|                                                                      |                                                |       |                               |                                                                                          |
| 13 april Vriendschappelijk № 94 «onderlinge duels» 15:00 uur (UTC+1) | Zwitserland                                    | 2 – 2 | Hongarije                     | Sportanlagen Rankhof, Bazel Toeschouwers: 20.000 Scheidsrechter: Albert Prince-Cox (ENG) |
| 13 april Vriendschappelijk № 94 «onderlinge duels» 15:00 uur (UTC+1) | Willy Baumeister 7' Rudolf Ramseyer 34' (pen.) |       | 37' Géza Toldi 63' Géza Toldi | Sportanlagen Rankhof, Bazel Toeschouwers: 20.000 Scheidsrechter: Albert Prince-Cox (ENG) |

|                                                                   |             |                                                     |           |                                                                          |
| 4 mei Vriendschappelijk № 95 «onderlinge duels» 15:00 uur (UTC+1) | Zwitserland | 0 – 5                                               | Duitsland | Hardturm, Zürich Toeschouwers: 25.000 Scheidsrechter: Stanley Rous (ENG) |
| 4 mei Vriendschappelijk № 95 «onderlinge duels» 15:00 uur (UTC+1) |             | 8', 40' Richard Hofmann 38', 41', 76' Ernst Kuzorra |           | Hardturm, Zürich Toeschouwers: 25.000 Scheidsrechter: Stanley Rous (ENG) |

|                                                                     |                |       |             |                                                                                     |
| 15 juni Vriendschappelijk № 96 «onderlinge duels» 14:00 uur (UTC+1) | Zweden         | 1 – 0 | Zwitserland | Olympisch Stadion, Stockholm Toeschouwers: 17.500 Scheidsrechter: Louis Baert (BEL) |
| 15 juni Vriendschappelijk № 96 «onderlinge duels» 14:00 uur (UTC+1) | Knut Kroon 82' |       |             | Olympisch Stadion, Stockholm Toeschouwers: 17.500 Scheidsrechter: Louis Baert (BEL) |

|                                                                     |                                      |       |             |                                                                                |
| 19 juni Vriendschappelijk № 97 «onderlinge duels» 19:30 uur (UTC+1) | Noorwegen                            | 3 – 0 | Zwitserland | Ullevaalstadion, Oslo Toeschouwers: 17.000 Scheidsrechter: Alfred Birlem (DUI) |
| 19 juni Vriendschappelijk № 97 «onderlinge duels» 19:30 uur (UTC+1) | Jørgen Juve 5', 81' Israel Krupp 88' |       |             | Ullevaalstadion, Oslo Toeschouwers: 17.000 Scheidsrechter: Alfred Birlem (DUI) |

|                                                                        |                                                                                 |       |                                                       |                                                                              |
| 2 november Vriendschappelijk № 98 «onderlinge duels» 14:30 uur (UTC+1) | Zwitserland                                                                     | 6 – 3 | Nederland                                             | Letzigrund, Zürich Toeschouwers: 18.000 Scheidsrechter: Albino Carraro (ITA) |
| 2 november Vriendschappelijk № 98 «onderlinge duels» 14:30 uur (UTC+1) | André Abegglen 13', 42', 79' Willy Jäggi 22' Aldo Poretti 24' Tullio Grassi 67' |       | 2' Joop van Nellen 46' Henk Mulders 81' Wim Lagendaal | Letzigrund, Zürich Toeschouwers: 18.000 Scheidsrechter: Albino Carraro (ITA) |

### 1931
| |                           |       |                     |                                                                                |
| 29 maart Centraal-Europese Internationale Beker 1931-1932 № 99 «onderlinge duels» 15:00 uur (UTC+1) | Zwitserland               | 1 – 1 | Italië              | Wankdorf-Stadion, Bern Toeschouwers: 22.000 Scheidsrechter: Stanley Rous (ENG) |
| 29 maart Centraal-Europese Internationale Beker 1931-1932 № 99 «onderlinge duels» 15:00 uur (UTC+1) | André Abegglen 70' (pen.) |       | 85' Renato Cesarini | Wankdorf-Stadion, Bern Toeschouwers: 22.000 Scheidsrechter: Stanley Rous (ENG) |

| |                                                                                   |       |                       |                                                                                                  |
| 12 april Centraal-Europese Internationale Beker 1931-1932 № 100 «onderlinge duels» 16:30 uur (UTC+1) | Hongarije                                                                         | 6 – 2 | Zwitserland           | Hungária Körúti Stadion, Boedapest Toeschouwers: 25.000 Scheidsrechter: Rinaldo Barlassina (ITA) |
| 12 april Centraal-Europese Internationale Beker 1931-1932 № 100 «onderlinge duels» 16:30 uur (UTC+1) | István Avar 3', 71', 87' Gábor Szabó 35' (pen.) Jenő Kalmár 75' Mihály Táncos 76' |       | 4', 8' André Abegglen | Hungária Körúti Stadion, Boedapest Toeschouwers: 25.000 Scheidsrechter: Rinaldo Barlassina (ITA) |

|                                                                 |                                  |       |                                                 |                                                                                   |
| 24 mei Vriendschappelijk № 101 «onderlinge duels» 15:00 (UTC+1) | Zwitserland                      | 2 – 3 | Schotland                                       | Parc des Sports, Genève Toeschouwers: 10.000 Scheidsrechter: Albino Carraro (ITA) |
| 24 mei Vriendschappelijk № 101 «onderlinge duels» 15:00 (UTC+1) | Albert Büche 31' Max Fauguel 66' |       | 22' James Easson 24' Billy Boyd 89' Andrew Love | Parc des Sports, Genève Toeschouwers: 10.000 Scheidsrechter: Albino Carraro (ITA) |

| |                                                                        |       |                                                              |                                                                                   |
| 13 juni Centraal-Europese Internationale Beker 1931-1932 № 102 «onderlinge duels» 18:00 uur (UTC+1) | Tsjecho-Slowakije                                                      | 7 – 3 | Zwitserland                                                  | Letenský Stadion, Praag Toeschouwers: 15.000 Scheidsrechter: Albino Carraro (ITA) |
| 13 juni Centraal-Europese Internationale Beker 1931-1932 № 102 «onderlinge duels» 18:00 uur (UTC+1) | Karel Bejbl 12', 53', 82' Josef Silný 48', 58' Vojtěch Bradáč 64', 80' |       | 5' Mario Fasson 33' (pen.) Albert Büche 35' Hermann Springer | Letenský Stadion, Praag Toeschouwers: 15.000 Scheidsrechter: Albino Carraro (ITA) |

|                                                                      |                                      |       |             |                                                                           |
| 16 juni Vriendschappelijk № 103 «onderlinge duels» 18:00 uur (UTC+1) | Oostenrijk                           | 2 – 0 | Zwitserland | Pfarrwiese, Wenen Toeschouwers: 10.000 Scheidsrechter: Julius Brüll (TCH) |
| 16 juni Vriendschappelijk № 103 «onderlinge duels» 18:00 uur (UTC+1) | Fritz Gschweidl 59' Anton Schall 87' |       |             | Pfarrwiese, Wenen Toeschouwers: 10.000 Scheidsrechter: Julius Brüll (TCH) |

| |                    |       | |                                                                                    |
| 29 november Centraal-Europese Internationale Beker 1931-1932 № 104 «onderlinge duels» 14:30 uur (UTC+1) | Zwitserland        | 1 – 8 | Oostenrijk                                                                                                | Stadion Landhof, Bazel Toeschouwers: 25.000 Scheidsrechter: František Cejnar (TCH) |
| 29 november Centraal-Europese Internationale Beker 1931-1932 № 104 «onderlinge duels» 14:30 uur (UTC+1) | André Abegglen 32' |       | 10', 63' Fritz Gschweidl 33' Karl Zischek 49', 80', 86' Anton Schall 58' Adolf Vogl 61' Matthias Sindelar | Stadion Landhof, Bazel Toeschouwers: 25.000 Scheidsrechter: František Cejnar (TCH) |

|                                                                       |                       |       |                       |                                                                                      |
| 6 december Vriendschappelijk № 105 «onderlinge duels» 14:00 uur (UTC) | België                | 2 – 1 | Zwitserland           | Stade du Centenaire, Brussel Toeschouwers: 15.000 Scheidsrechter: Stanley Rous (ENG) |
| 6 december Vriendschappelijk № 105 «onderlinge duels» 14:00 uur (UTC) | Jean Capelle 41', 47' |       | 76' Hermann Ehrismann | Stade du Centenaire, Brussel Toeschouwers: 15.000 Scheidsrechter: Stanley Rous (ENG) |

### 1932
| |                                 |       |             |                                                                                          |
| 14 februari Centraal-Europese Internationale Beker 1931-1932 № 106 «onderlinge duels» 15:00 uur (UTC+1) | Italië                          | 3 – 0 | Zwitserland | Stadio Giorgio Ascarelli, Napoli Toeschouwers: 30.000 Scheidsrechter: Peco Bauwens (GER) |
| 14 februari Centraal-Europese Internationale Beker 1931-1932 № 106 «onderlinge duels» 15:00 uur (UTC+1) | Francesco Fedullo 30', 32', 55' |       |             | Stadio Giorgio Ascarelli, Napoli Toeschouwers: 30.000 Scheidsrechter: Peco Bauwens (GER) |

|                                                                      |                                 |       |             |                                                                                        |
| 6 maart Vriendschappelijk № 107 «onderlinge duels» 15:00 uur (UTC+1) | Duitsland                       | 2 – 0 | Zwitserland | Probstheidaer Stadion, Leipzig Toeschouwers: 50.000 Scheidsrechter: Hans Boekman (NED) |
| 6 maart Vriendschappelijk № 107 «onderlinge duels» 15:00 uur (UTC+1) | Richard Hofmann 40' (pen.), 83' |       |             | Probstheidaer Stadion, Leipzig Toeschouwers: 50.000 Scheidsrechter: Hans Boekman (NED) |

|                                                                       |                                          |       |                                                           |                                                                               |
| 20 maart Vriendschappelijk № 108 «onderlinge duels» 15:00 uur (UTC+1) | Zwitserland                              | 3 – 3 | Frankrijk                                                 | Stadion Neufeld, Bern Toeschouwers: 18.000 Scheidsrechter: Stanley Rous (ENG) |
| 20 maart Vriendschappelijk № 108 «onderlinge duels» 15:00 uur (UTC+1) | Max Abegglen 22' André Abegglen 36', 87' |       | 15' Ernest Libérati 69' Émile Veinante 71' Charles Bardot | Stadion Neufeld, Bern Toeschouwers: 18.000 Scheidsrechter: Stanley Rous (ENG) |

| |                                                                     |       |                    |                                                                          |
| 17 april Centraal-Europese Internationale Beker 1931-1932 № 109 «onderlinge duels» 15:00 uur (UTC+1) | Zwitserland                                                         | 5 – 1 | Tsjecho-Slowakije  | Hardturm, Zürich Toeschouwers: 21.000 Scheidsrechter: Louis Raguin (FRA) |
| 17 april Centraal-Europese Internationale Beker 1931-1932 № 109 «onderlinge duels» 15:00 uur (UTC+1) | André Abegglen 17', 41' Max Abegglen 28', 48' Léo-Paul Billeter 80' |       | 63' Vojtěch Bradáč | Hardturm, Zürich Toeschouwers: 21.000 Scheidsrechter: Louis Raguin (FRA) |

| |                                                             |       |                       |                                                                                |
| 19 juni Centraal-Europese Internationale Beker 1931-1932 № 110 «onderlinge duels» 16:00 uur (UTC+1) | Zwitserland                                                 | 3 – 1 | Hongarije             | Wankdorf-Stadion, Bern Toeschouwers: 20.000 Scheidsrechter: Stanley Rous (ENG) |
| 19 juni Centraal-Europese Internationale Beker 1931-1932 № 110 «onderlinge duels» 16:00 uur (UTC+1) | Willy von Känel 47' Raymond Passello 64' André Abegglen 81' |       | 79' (e.d.) Max Weiler | Wankdorf-Stadion, Bern Toeschouwers: 20.000 Scheidsrechter: Stanley Rous (ENG) |

| |                                           |       |                    |                                                                                  |
| 23 oktober Centraal-Europese Internationale Beker 1931-1932 № 111 «onderlinge duels» 14:45 uur (UTC+1) | Oostenrijk                                | 3 – 1 | Zwitserland        | Praterstadion, Wenen Toeschouwers: 55.000 Scheidsrechter: František Cejnar (TCH) |
| 23 oktober Centraal-Europese Internationale Beker 1931-1932 № 111 «onderlinge duels» 14:45 uur (UTC+1) | Heinrich Müller 14' Anton Schall 54', 67' |       | 68' André Abegglen | Praterstadion, Wenen Toeschouwers: 55.000 Scheidsrechter: František Cejnar (TCH) |

|                                                                         |                       |       |                  |                                                                                    |
| 6 november Vriendschappelijk № 112 «onderlinge duels» 14:30 uur (UTC+1) | Zwitserland           | 2 – 1 | Zweden           | Sportanlagen Rankhof, Bazel Toeschouwers: 22.000 Scheidsrechter: Louis Baert (BEL) |
| 6 november Vriendschappelijk № 112 «onderlinge duels» 14:30 uur (UTC+1) | Max Abegglen 67', 87' |       | 7' Gunnar Olsson | Sportanlagen Rankhof, Bazel Toeschouwers: 22.000 Scheidsrechter: Louis Baert (BEL) |

### 1933
|                                                                            |           |                                     |             |                                                                                      |
| 22 januari Vriendschappelijk № 113 «onderlinge duels» 14:00 uur (UTC+0:20) | Nederland | 0 – 2                               | Zwitserland | Olympisch Stadion, Amsterdam Toeschouwers: 28.000 Scheidsrechter: Stanley Rous (ENG) |
| 22 januari Vriendschappelijk № 113 «onderlinge duels» 14:00 uur (UTC+0:20) |           | 15' Willy von Känel 64' Willy Jäggi |             | Olympisch Stadion, Amsterdam Toeschouwers: 28.000 Scheidsrechter: Stanley Rous (ENG) |

|                                                                       |                                         |       |                                                   |                                                                          |
| 12 maart Vriendschappelijk № 114 «onderlinge duels» 15:00 uur (UTC+1) | Zwitserland                             | 3 – 3 | België                                            | Hardturm, Zürich Toeschouwers: 25.000 Scheidsrechter: Stanley Rous (ENG) |
| 12 maart Vriendschappelijk № 114 «onderlinge duels» 15:00 uur (UTC+1) | Max Abegglen 7' André Abegglen 51', 57' |       | 6' Joseph Desmedt 52', 90' (pen) Bernard Voorhoof | Hardturm, Zürich Toeschouwers: 25.000 Scheidsrechter: Stanley Rous (ENG) |

| |             |                                              |        |                                                                                |
| 2 april Centraal-Europese Internationale Beker 1933-1935 № 115 «onderlinge duels» 15:00 uur (UTC+1) | Zwitserland | 0 – 3                                        | Italië | Parc des Sports, Genève Toeschouwers: 25.300 Scheidsrechter: Louis Baert (BEL) |
| 2 april Centraal-Europese Internationale Beker 1933-1935 № 115 «onderlinge duels» 15:00 uur (UTC+1) |             | 35', 60' Angelo Schiavio 75' Giuseppe Meazza |        | Parc des Sports, Genève Toeschouwers: 25.300 Scheidsrechter: Louis Baert (BEL) |

|                                                                    |                                                          |       |                 |                                                                          |
| 7 mei Vriendschappelijk № 116 «onderlinge duels» 15:00 uur (UTC+1) | Zwitserland                                              | 4 – 1 | Joegoslavië     | Hardturm, Zürich Toeschouwers: 20.000 Scheidsrechter: Louis Raguin (FRA) |
| 7 mei Vriendschappelijk № 116 «onderlinge duels» 15:00 uur (UTC+1) | Willy von Känel 4' Max Abegglen 36', 61' Alfred Jäck 78' |       | 21' Ivan Hitrec | Hardturm, Zürich Toeschouwers: 20.000 Scheidsrechter: Louis Raguin (FRA) |

|                                                                     |             |                                                    |          |                                                                               |
| 20 mei Vriendschappelijk № 117 «onderlinge duels» 17:30 uur (UTC+1) | Zwitserland | 0 – 4                                              | Engeland | Stadion Neufeld, Bern Toeschouwers: 29.000 Scheidsrechter: Peco Bauwens (DUI) |
| 20 mei Vriendschappelijk № 117 «onderlinge duels» 17:30 uur (UTC+1) |             | 15', 71' Clifford Bastin 75', 77' Jimmy Richardson |          | Stadion Neufeld, Bern Toeschouwers: 29.000 Scheidsrechter: Peco Bauwens (DUI) |

| |                                                 |       |             |                                                                                                 |
| 17 september Centraal-Europese Internationale Beker 1933-1935 № 118 «onderlinge duels» 15:30 uur (UTC+1) | Hongarije                                       | 3 – 0 | Zwitserland | Hungária Körúti Stadion, Boedapest Toeschouwers: 17.000 Scheidsrechter: Hans Frankenstein (AUT) |
| 17 september Centraal-Europese Internationale Beker 1933-1935 № 118 «onderlinge duels» 15:30 uur (UTC+1) | István Avar 7', 77' Severino Minelli 66' (e.d.) |       |             | Hungária Körúti Stadion, Boedapest Toeschouwers: 17.000 Scheidsrechter: Hans Frankenstein (AUT) |

|                                                                              |                                            |       |                                         |                                                                                |
| 24 september WK 1934 kwalificatie № 119 «onderlinge duels» 15:30 uur (UTC+1) | Joegoslavië                                | 2 – 2 | Zwitserland                             | Stadion BSK, Belgrado Toeschouwers: 17.000 Scheidsrechter: Alois Beranek (AUT) |
| 24 september WK 1934 kwalificatie № 119 «onderlinge duels» 15:30 uur (UTC+1) | Vladimir Kragić 50' Blagoje Marjanović 61' |       | 76' Alessandro Frigerio 80' Willy Jäggi | Stadion BSK, Belgrado Toeschouwers: 17.000 Scheidsrechter: Alois Beranek (AUT) |

|                                                                            |                                                   |       |                                   |                                                                                |
| 29 oktober WK 1934 kwalificatie № 120 «onderlinge duels» 14:30 uur (UTC+1) | Zwitserland                                       | 2 – 2 | Roemenië                          | Wankdorf-Stadion, Bern Toeschouwers: 15.000 Scheidsrechter: Hans Boekman (NED) |
| 29 oktober WK 1934 kwalificatie № 120 «onderlinge duels» 14:30 uur (UTC+1) | Ernst Hufschmid 75' Erwin Hochsträsser 80' (pen.) |       | 18' Graţian Sepi 67' Ştefan Dobay | Wankdorf-Stadion, Bern Toeschouwers: 15.000 Scheidsrechter: Hans Boekman (NED) |

|                                                                          |             |                                    |           |                                                                                |
| 19 november Vriendschappelijk № 121 «onderlinge duels» 14:30 uur (UTC+1) | Zwitserland | 0 – 2                              | Duitsland | Hardturm, Zürich Toeschouwers: 25.000 Scheidsrechter: Rinaldo Barlassina (ITA) |
| 19 november Vriendschappelijk № 121 «onderlinge duels» 14:30 uur (UTC+1) |             | 72' Karl Hohmann 85' Pipin Lachner |           | Hardturm, Zürich Toeschouwers: 25.000 Scheidsrechter: Rinaldo Barlassina (ITA) |

| |                                                                                             |       |                                         |                                                                                  |
| 3 december Centraal-Europese Internationale Beker 1933-1935 № 122 «onderlinge duels» 14:30 uur (UTC+1) | Italië                                                                                      | 5 – 2 | Zwitserland                             | Artemio Franchi, Florence Toeschouwers: 35.000 Scheidsrechter: Louis Baert (BEL) |
| 3 december Centraal-Europese Internationale Beker 1933-1935 № 122 «onderlinge duels» 14:30 uur (UTC+1) | Giovanni Ferrari 8' Mario Pizziolo 44' Raimundo Orsi 49' Giuseppe Meazza 55' Luis Monti 66' |       | 21' Giuseppe Bossi 38' Leopold Kielholz | Artemio Franchi, Florence Toeschouwers: 35.000 Scheidsrechter: Louis Baert (BEL) |

### 1934
|                                                                       |           |                      |             |                                                                                        |
| 11 maart Vriendschappelijk № 123 «onderlinge duels» 15:00 uur (UTC+1) | Frankrijk | 0 – 1                | Zwitserland | Parc des Princes, Parijs Toeschouwers: 25.000 Scheidsrechter: Rinaldo Barlassina (ITA) |
| 11 maart Vriendschappelijk № 123 «onderlinge duels» 15:00 uur (UTC+1) |           | 35' Leopold Kielholz |             | Parc des Princes, Parijs Toeschouwers: 25.000 Scheidsrechter: Rinaldo Barlassina (ITA) |

|                                                                       |                                         |       |                                           |                                                                                 |
| 25 maart Vriendschappelijk № 124 «onderlinge duels» 15:00 uur (UTC+1) | Zwitserland                             | 2 – 3 | Oostenrijk                                | Parc des Sports, Genève Toeschouwers: 25.000 Scheidsrechter: Stanley Rous (ENG) |
| 25 maart Vriendschappelijk № 124 «onderlinge duels» 15:00 uur (UTC+1) | Giuseppe Bossi 58' Leopold Kielholz 68' |       | 16', 76' Josef Bican 46' Matthias Kaburek | Parc des Sports, Genève Toeschouwers: 25.000 Scheidsrechter: Stanley Rous (ENG) |

| Wereldkampioenschap voetbal 1934 |
| -------------------------------- |

|                                                                          |                                              |       |                              |                                                                                |
| 27 mei WK 1934 Achtste finale № 125 «onderlinge duels» 16:00 uur (UTC+1) | Zwitserland                                  | 3 – 2 | Nederland                    | Stadio San Siro, Milaan Toeschouwers: 33.000 Scheidsrechter: Ivan Eklind (ZWE) |
| 27 mei WK 1934 Achtste finale № 125 «onderlinge duels» 16:00 uur (UTC+1) | Leopold Kielholz 10', 36' André Abegglen 57' |       | 23' Kick Smit 80' Leen Vente | Stadio San Siro, Milaan Toeschouwers: 33.000 Scheidsrechter: Ivan Eklind (ZWE) |

|                                                                       |                                                |       |                                      |                                                                                           |
| 27 mei WK 1934 Kwartfinale № 126 «onderlinge duels» 16:30 uur (UTC+1) | Tsjecho-Slowakije                              | 3 – 2 | Zwitserland                          | Benito Mussolini Stadion, Turijn Toeschouwers: 12.000 Scheidsrechter: Alois Beranek (AUT) |
| 27 mei WK 1934 Kwartfinale № 126 «onderlinge duels» 16:30 uur (UTC+1) | František Svoboda 36', 55' Oldřich Nejedlý 84' |       | 18' Leopold Kielholz 64' Willy Jäggi | Benito Mussolini Stadion, Turijn Toeschouwers: 12.000 Scheidsrechter: Alois Beranek (AUT) |

|  |  |  |  |  |  |  |  |  |

| |                           |       |                          |                                                                                     |
| 14 oktober Centraal-Europese Internationale Beker 1933-1935 № 127 «onderlinge duels» 15:00 uur (UTC+1) | Zwitserland               | 2 – 2 | Tsjecho-Slowakije        | Parc des Sports, Genève Toeschouwers: 15.000 Scheidsrechter: Walter Lewington (ENG) |
| 14 oktober Centraal-Europese Internationale Beker 1933-1935 № 127 «onderlinge duels» 15:00 uur (UTC+1) | Leopold Kielholz 14', 41' |       | 45', 58' Oldřich Nejedlý | Parc des Sports, Genève Toeschouwers: 15.000 Scheidsrechter: Walter Lewington (ENG) |

|                                                                         |                                            |       |                                                        |                                                                                  |
| 4 november Vriendschappelijk № 128 «onderlinge duels» 14:30 uur (UTC+1) | Zwitserland                                | 2 – 4 | Nederland                                              | Stadion Neufeld, Bern Toeschouwers: 21.000 Scheidsrechter: Lucien Leclercq (FRA) |
| 4 november Vriendschappelijk № 128 «onderlinge duels» 14:30 uur (UTC+1) | Jacques Spagnoli 5' Willy Jäggi 68' (pen.) |       | 6' Kick Smit 21', 44' Beb Bakhuijs 38' Koos van Gelder | Stadion Neufeld, Bern Toeschouwers: 21.000 Scheidsrechter: Lucien Leclercq (FRA) |

|                                                                          |                                                        |       |             |                                                                              |
| 11 november Vriendschappelijk № 129 «onderlinge duels» 14:15 uur (UTC+1) | Oostenrijk                                             | 3 – 0 | Zwitserland | Praterstadion, Wenen Toeschouwers: 30.000 Scheidsrechter: Gustav Krist (TCH) |
| 11 november Vriendschappelijk № 129 «onderlinge duels» 14:15 uur (UTC+1) | Matthias Kaburek 3' Stefan Skoumal 6' Karl Zischek 46' |       |             | Praterstadion, Wenen Toeschouwers: 30.000 Scheidsrechter: Gustav Krist (TCH) |

### 1935
|                                                                         |                                             |       |             |                                                                                              |
| 27 januari Vriendschappelijk № 130 «onderlinge duels» 14:00 uur (UTC+1) | Duitsland                                   | 4 – 0 | Zwitserland | Adolf-Hitler-Kampfbahn, Stuttgart Toeschouwers: 60.000 Scheidsrechter: Lucien Leclercq (FRA) |
| 27 januari Vriendschappelijk № 130 «onderlinge duels» 14:00 uur (UTC+1) | Edmund Conen 29', 42', 50' Ernst Lehner 73' |       |             | Adolf-Hitler-Kampfbahn, Stuttgart Toeschouwers: 60.000 Scheidsrechter: Lucien Leclercq (FRA) |

|                                                                       |                                          |       |                     |                                                                                 |
| 17 maart Vriendschappelijk № 131 «onderlinge duels» 15:30 uur (UTC+1) | Tsjecho-Slowakije                        | 3 – 1 | Zwitserland         | Letenský Stadion, Praag Toeschouwers: 25.000 Scheidsrechter: Peco Bauwens (GER) |
| 17 maart Vriendschappelijk № 131 «onderlinge duels» 15:30 uur (UTC+1) | Václav Horák 8' Oldřich Nejedlý 37', 89' |       | 48' Engelbert Bösch | Letenský Stadion, Praag Toeschouwers: 25.000 Scheidsrechter: Peco Bauwens (GER) |

|                                                                       |                                                                        |       |                            |                                                                              |
| 14 april Vriendschappelijk № 132 «onderlinge duels» 15:00 uur (UTC+1) | Zwitserland                                                            | 6 – 2 | Hongarije                  | Hardturm, Zürich Toeschouwers: 30.000 Scheidsrechter: Walter Lewington (ENG) |
| 14 april Vriendschappelijk № 132 «onderlinge duels» 15:00 uur (UTC+1) | Alfred Jaeck 8' Leopold Kielholz 21', 35', 57' André Abegglen 40', 63' |       | 59' 72' (pen.) László Cseh | Hardturm, Zürich Toeschouwers: 30.000 Scheidsrechter: Walter Lewington (ENG) |

|                                                                    |                          |       |         |                                                                                      |
| 5 mei Vriendschappelijk № 133 «onderlinge duels» 15:00 uur (UTC+1) | Zwitserland              | 1 – 0 | Ierland | Sportanlagen Rankhof, Bazel Toeschouwers: 23.000 Scheidsrechter: Alois Beranek (AUT) |
| 5 mei Vriendschappelijk № 133 «onderlinge duels» 15:00 uur (UTC+1) | Walter Weiler 64' (pen.) |       |         | Sportanlagen Rankhof, Bazel Toeschouwers: 23.000 Scheidsrechter: Alois Beranek (AUT) |

|                                                                     |                                                  |       |                                               |                                                                                     |
| 30 mei Vriendschappelijk № 134 «onderlinge duels» 15:00 uur (UTC+1) | België                                           | 2 – 2 | Zwitserland                                   | Stade du Centenaire, Brussel Toeschouwers: 27.000 Scheidsrechter: Job Mutters (NED) |
| 30 mei Vriendschappelijk № 134 «onderlinge duels» 15:00 uur (UTC+1) | Severino Minelli 54' (e.d.) Joseph van Beeck 58' |       | 23' (e.d.) Emile Stijnen 35' Leopold Kielholz | Stade du Centenaire, Brussel Toeschouwers: 27.000 Scheidsrechter: Job Mutters (NED) |

|                                                                         |                                    |       |                         |                                                                                     |
| 27 oktober Vriendschappelijk № 135 «onderlinge duels» 15:00 uur (UTC+1) | Zwitserland                        | 2 – 1 | Frankrijk               | Parc des Sports, Genève Toeschouwers: 25.000 Scheidsrechter: Walter Lewington (ENG) |
| 27 oktober Vriendschappelijk № 135 «onderlinge duels» 15:00 uur (UTC+1) | André Abegglen 41' Willy Jäggi 56' |       | 1' (e.d.) Walter Weiler | Parc des Sports, Genève Toeschouwers: 25.000 Scheidsrechter: Walter Lewington (ENG) |

|                                                                         |                                   |       |           |                                                                              |
| 3 november Vriendschappelijk № 136 «onderlinge duels» 14:30 uur (UTC+1) | Zwitserland                       | 2 – 0 | Noorwegen | Hardturm, Zürich Toeschouwers: 25.000 Scheidsrechter: Karl Weingärtner (DUI) |
| 3 november Vriendschappelijk № 136 «onderlinge duels» 14:30 uur (UTC+1) | Adolf Stelzer 59' Willy Jäggi 73' |       |           | Hardturm, Zürich Toeschouwers: 25.000 Scheidsrechter: Karl Weingärtner (DUI) |

|                                                                          |                                                                            |       |                    |                                                                                   |
| 10 november Vriendschappelijk № 137 «onderlinge duels» 14:00 uur (UTC+1) | Hongarije                                                                  | 6 – 1 | Zwitserland        | Üllöi Ut, Boedapest Toeschouwers: 16.000 Scheidsrechter: Rinaldo Barlassina (ITA) |
| 10 november Vriendschappelijk № 137 «onderlinge duels» 14:00 uur (UTC+1) | László Cseh 21' Géza Toldi 39' Jenő Vincze 44', 90' György Sárosi 66', 82' |       | 72' André Abegglen | Üllöi Ut, Boedapest Toeschouwers: 16.000 Scheidsrechter: Rinaldo Barlassina (ITA) |

### 1936
|                                                                     |                 |       |             |                                                                                 |
| 17 maart Vriendschappelijk № 138 «onderlinge duels» 15:30 uur (UTC) | Ierland         | 1 – 0 | Zwitserland | Dalymount Park, Dublin Toeschouwers: 32.300 Scheidsrechter: John Langenus (BEL) |
| 17 maart Vriendschappelijk № 138 «onderlinge duels» 15:30 uur (UTC) | Jimmy Dunne 34' |       |             | Dalymount Park, Dublin Toeschouwers: 32.300 Scheidsrechter: John Langenus (BEL) |

|                                                                      |                          |       |                                      |                                                                              |
| 5 april Vriendschappelijk № 139 «onderlinge duels» 15:00 uur (UTC+1) | Zwitserland              | 1 – 2 | Italië                               | Hardturm, Zürich Toeschouwers: 32.300 Scheidsrechter: Mihály Iváncsics (HUN) |
| 5 april Vriendschappelijk № 139 «onderlinge duels» 15:00 uur (UTC+1) | Walter Weiler 77' (pen.) |       | 44' Atilio Demaría 67' Gino Colaussi | Hardturm, Zürich Toeschouwers: 32.300 Scheidsrechter: Mihály Iváncsics (HUN) |

|                                                                    |             |                                    |        |                                                                                   |
| 3 mei Vriendschappelijk № 140 «onderlinge duels» 16:30 uur (UTC+1) | Zwitserland | 0 – 2                              | Spanje | Stadion Neufeld, Bern Toeschouwers: 15.000 Scheidsrechter: Karl Weingärtner (GER) |
| 3 mei Vriendschappelijk № 140 «onderlinge duels» 16:30 uur (UTC+1) |             | 62' Isidro Lángara 64' Simón Lecue |        | Stadion Neufeld, Bern Toeschouwers: 15.000 Scheidsrechter: Karl Weingärtner (GER) |

|                                                                     |                    |       |                  |                                                                                        |
| 24 mei Vriendschappelijk № 141 «onderlinge duels» 15:00 uur (UTC+1) | Zwitserland        | 1 – 1 | België           | Sportanlagen Rankhof, Bazel Toeschouwers: 20.000 Scheidsrechter: Lucien Leclercq (FRA) |
| 24 mei Vriendschappelijk № 141 «onderlinge duels» 15:00 uur (UTC+1) | Vincenzo Ciseri 5' |       | 71' Jean Capelle | Sportanlagen Rankhof, Bazel Toeschouwers: 20.000 Scheidsrechter: Lucien Leclercq (FRA) |

|                                                                      |                  |       |                       |                                                                               |
| 18 juni Vriendschappelijk № 142 «onderlinge duels» 19:30 uur (UTC+1) | Noorwegen        | 1 – 2 | Zwitserland           | Ullevaalstadion, Oslo Toeschouwers: 15.000 Scheidsrechter: Otto Ohlsson (SWE) |
| 18 juni Vriendschappelijk № 142 «onderlinge duels» 19:30 uur (UTC+1) | Sverre Hansen 7' |       | 38', 70' Max Abegglen | Ullevaalstadion, Oslo Toeschouwers: 15.000 Scheidsrechter: Otto Ohlsson (SWE) |

|                                                                      |                                                  |       |                                 |                                                                                   |
| 21 juni Vriendschappelijk № 143 «onderlinge duels» 19:00 uur (UTC+1) | Zweden                                           | 5 – 2 | Zwitserland                     | Olympiastadion, Stockholm Toeschouwers: 13.605 Scheidsrechter: Einar Ulrich (DEN) |
| 21 juni Vriendschappelijk № 143 «onderlinge duels» 19:00 uur (UTC+1) | Åke Hallman 10', 82' Sven Jonasson 27', 56', 59' |       | 55' Paul Aeby 89' Alfred Bickel | Olympiastadion, Stockholm Toeschouwers: 13.605 Scheidsrechter: Einar Ulrich (DEN) |

|                                                                         |                                                              |       |                                     |                                                                                 |
| 25 oktober Vriendschappelijk № 144 «onderlinge duels» 15:00 uur (UTC+1) | Italië                                                       | 4 – 2 | Zwitserland                         | Stadio San Siro, Milaan Toeschouwers: 35.000 Scheidsrechter: Peco Bauwens (DUI) |
| 25 oktober Vriendschappelijk № 144 «onderlinge duels» 15:00 uur (UTC+1) | Giuseppe Meazza 25' Silvio Piola 37', 53' Piero Pasinati 60' |       | 31' Alfred Bickel 76' Eugen Diebold | Stadio San Siro, Milaan Toeschouwers: 35.000 Scheidsrechter: Peco Bauwens (DUI) |

| |                       |       |                                           |                                                                              |
| 8 november Centraal-Europese Internationale Beker 1936-1938 № 145 «onderlinge duels» 15:00 uur (UTC+1) | Zwitserland           | 1 – 3 | Oostenrijk                                | Hardturm, Zürich Toeschouwers: 25.000 Scheidsrechter: Karl Weingärtner (GER) |
| 8 november Centraal-Europese Internationale Beker 1936-1938 № 145 «onderlinge duels» 15:00 uur (UTC+1) | Karl Sesta 90' (e.d.) |       | 26', 80' Franz Binder 71' Willi Hahnemann | Hardturm, Zürich Toeschouwers: 25.000 Scheidsrechter: Karl Weingärtner (GER) |

### 1937
| |                                                                                   |       |                                                |                                                                                    |
| 21 februari Centraal-Europese Internationale Beker 1936-1938 № 146 «onderlinge duels» 15:00 uur (UTC+1) | Tsjecho-Slowakije                                                                 | 5 – 3 | Zwitserland                                    | Letenský Stadion, Praag Toeschouwers: 20.000 Scheidsrechter: Lucien Leclercq (FRA) |
| 21 februari Centraal-Europese Internationale Beker 1936-1938 № 146 «onderlinge duels» 15:00 uur (UTC+1) | Vlastimil Kopecký 15', 43' František Svoboda 44' Václav Horák 50' Antonín Puč 76' |       | 18' (pen.) Fritz Wagner 55', 84' Alfred Bickel | Letenský Stadion, Praag Toeschouwers: 20.000 Scheidsrechter: Lucien Leclercq (FRA) |

|                                                                         |                                       |       |                  |                                                                                     |
| 7 maart Vriendschappelijk № 147 «onderlinge duels» 14:30 uur (UTC+0:@0) | Nederland                             | 2 – 1 | Zwitserland      | Olympisch Stadion, Amsterdam Toeschouwers: 30.000 Scheidsrechter: Louis Baert (BEL) |
| 7 maart Vriendschappelijk № 147 «onderlinge duels» 14:30 uur (UTC+0:@0) | Beb Bakhuijs 21' Manus Vrauwdeunt 70' |       | 87' Max Abegglen | Olympisch Stadion, Amsterdam Toeschouwers: 30.000 Scheidsrechter: Louis Baert (BEL) |

| |                  |       |                                                                  |                                                                                      |
| 11 april Centraal-Europese Internationale Beker 1936-1938 № 148 «onderlinge duels» 15:00 uur (UTC+1) | Zwitserland      | 1 – 5 | Hongarije                                                        | Sportanlagen Rankhof, Bazel Toeschouwers: 16.000 Scheidsrechter: John Langenus (BEL) |
| 11 april Centraal-Europese Internationale Beker 1936-1938 № 148 «onderlinge duels» 15:00 uur (UTC+1) | Georges Aeby 58' |       | 26' György Sárosi 41', 61', 71' Gyula Zsengellér 77' János Dudás | Sportanlagen Rankhof, Bazel Toeschouwers: 16.000 Scheidsrechter: John Langenus (BEL) |

|                                                                       |                      |       |                                    |                                                                                             |
| 18 april Vriendschappelijk № 149 «onderlinge duels» 15:00 uur (UTC+1) | België               | 1 – 2 | Zwitserland                        | Stade du Centenaire, Brussel Toeschouwers: 14.304 Scheidsrechter: William R. Hamilton (NIR) |
| 18 april Vriendschappelijk № 149 «onderlinge duels» 15:00 uur (UTC+1) | Bernard Voorhoof 74' |       | 11' Max Abegglen 48' Alfred Bickel | Stade du Centenaire, Brussel Toeschouwers: 14.304 Scheidsrechter: William R. Hamilton (NIR) |

|                                                                    |             |                     |           |                                                                         |
| 2 mei Vriendschappelijk № 150 «onderlinge duels» 15:00 uur (UTC+1) | Zwitserland | 0 – 1               | Duitsland | Hardturm, Zürich Toeschouwers: 33.000 Scheidsrechter: Louis Baert (BEL) |
| 2 mei Vriendschappelijk № 150 «onderlinge duels» 15:00 uur (UTC+1) |             | 67' Albin Kitzinger |           | Hardturm, Zürich Toeschouwers: 33.000 Scheidsrechter: Louis Baert (BEL) |

|                                                                     |             |                 |         |                                                                                    |
| 17 mei Vriendschappelijk № 151 «onderlinge duels» 15:00 uur (UTC+1) | Zwitserland | 0 – 1           | Ierland | Wankdorf-Stadion, Bern Toeschouwers: 18.000 Scheidsrechter: Walter Lewington (ENG) |
| 17 mei Vriendschappelijk № 151 «onderlinge duels» 15:00 uur (UTC+1) |             | 30' Jimmy Dunne |         | Wankdorf-Stadion, Bern Toeschouwers: 18.000 Scheidsrechter: Walter Lewington (ENG) |

| |                                                                  |       |                                                    |                                                                              |
| 19 september Centraal-Europese Internationale Beker 1936-1938 № 152 «onderlinge duels» 16:00 uur (UTC+1) | Oostenrijk                                                       | 4 – 3 | Zwitserland                                        | Praterstadion, Wenen Toeschouwers: 35.000 Scheidsrechter: Mika Popović (YOG) |
| 19 september Centraal-Europese Internationale Beker 1936-1938 № 152 «onderlinge duels» 16:00 uur (UTC+1) | Matthias Sindelar 2' Camillo Jerusalem 8', 28' Rudolf Geiter 39' |       | 36' Genia Walaschek 41' Paul Aeby 77' Georges Aeby | Praterstadion, Wenen Toeschouwers: 35.000 Scheidsrechter: Mika Popović (YOG) |

|                                                                         |                         |       |                |                                                                                   |
| 10 oktober Vriendschappelijk № 153 «onderlinge duels» 15:00 uur (UTC+1) | Frankrijk               | 2 – 1 | Zwitserland    | Parc des Princes, Parijs Toeschouwers: 36.730 Scheidsrechter: John Langenus (BEL) |
| 10 oktober Vriendschappelijk № 153 «onderlinge duels» 15:00 uur (UTC+1) | Émile Veinante 41', 82' |       | 66' Eugen Rupf | Parc des Princes, Parijs Toeschouwers: 36.730 Scheidsrechter: John Langenus (BEL) |

| |                                             |       |                      |                                                                                     |
| 31 oktober Centraal-Europese Internationale Beker 1936-1938 № 154 «onderlinge duels» 15:00 uur (UTC+1) | Zwitserland                                 | 2 – 2 | Italië               | Parc des Sports, Genève Toeschouwers: 25.000 Scheidsrechter: Walter Lewington (ENG) |
| 31 oktober Centraal-Europese Internationale Beker 1936-1938 № 154 «onderlinge duels» 15:00 uur (UTC+1) | Genia Walaschek 17' (pen.) Fritz Wagner 23' |       | 5', 85' Silvio Piola | Parc des Sports, Genève Toeschouwers: 25.000 Scheidsrechter: Walter Lewington (ENG) |

| |                                 |       |             |                                                                             |
| 14 november Centraal-Europese Internationale Beker 1936-1938 № 155 «onderlinge duels» 14:00 uur (UTC+1) | Hongarije                       | 2 – 0 | Zwitserland | Üllöi Ut, Boedapest Toeschouwers: 12.000 Scheidsrechter: Mika Popović (YOG) |
| 14 november Centraal-Europese Internationale Beker 1936-1938 № 155 «onderlinge duels» 14:00 uur (UTC+1) | György Sárosi 3' Géza Toldi 74' |       |             | Üllöi Ut, Boedapest Toeschouwers: 12.000 Scheidsrechter: Mika Popović (YOG) |

### 1938
|                                                                         |                  |       |                  |                                                                                      |
| 6 februari Vriendschappelijk № 156 «onderlinge duels» 14:30 uur (UTC+1) | Duitsland        | 1 – 1 | Zwitserland      | Müngersdorfer Stadion, Keulen Toeschouwers: 78.000 Scheidsrechter: George Rudd (ENG) |
| 6 februari Vriendschappelijk № 156 «onderlinge duels» 14:30 uur (UTC+1) | Fritz Szepan 74' |       | 38' Georges Aeby | Müngersdorfer Stadion, Keulen Toeschouwers: 78.000 Scheidsrechter: George Rudd (ENG) |

|                                                                       |                                                |       |                                                           |                                                                                |
| 13 maart Vriendschappelijk № 157 «onderlinge duels» 12:00 uur (UTC+1) | Zwitserland                                    | 3 – 3 | Polen                                                     | Hardturm, Zürich Toeschouwers: 18.000 Scheidsrechter: Rinaldo Barlassina (ITA) |
| 13 maart Vriendschappelijk № 157 «onderlinge duels» 12:00 uur (UTC+1) | Lauro Amadò 31', 54' André Abegglen 88' (pen.) |       | 13' Ernest Wilimowski 74' Jerzy Wostal 85' Leonard Piątek | Hardturm, Zürich Toeschouwers: 18.000 Scheidsrechter: Rinaldo Barlassina (ITA) |

| |                                                                     |       |                   |                                                                                    |
| 3 april Centraal-Europese Internationale Beker 1936-1938 № 158 «onderlinge duels» 15:00 uur (UTC+1) | Zwitserland                                                         | 4 – 0 | Tsjecho-Slowakije | Sportanlagen Rankhof, Bazel Toeschouwers: 15.000 Scheidsrechter: George Rudd (ENG) |
| 3 april Centraal-Europese Internationale Beker 1936-1938 № 158 «onderlinge duels» 15:00 uur (UTC+1) | Numa Monnard 28' Tullio Grassi 30' Georges Aeby 39' Lauro Amadò 80' |       |                   | Sportanlagen Rankhof, Bazel Toeschouwers: 15.000 Scheidsrechter: George Rudd (ENG) |

|                                                                     |                                  |       |                              |                                                                                        |
| 1 mei WK 1938 kwalificatie № 159 «onderlinge duels» 16:00 uur (UTC) | Zwitserland                      | 2 – 1 | Portugal                     | Arena Gianni Brera, Milaan Toeschouwers: 16.000 Scheidsrechter: Francesco Mattea (ITA) |
| 1 mei WK 1938 kwalificatie № 159 «onderlinge duels» 16:00 uur (UTC) | Georges Aeby 24' Lauro Amadò 29' |       | 72' (pen.) Fernando Peyroteo | Arena Gianni Brera, Milaan Toeschouwers: 16.000 Scheidsrechter: Francesco Mattea (ITA) |

|                                                                    |             |                                            |        |                                                                                                 |
| 8 mei Vriendschappelijk № 160 «onderlinge duels» 15:00 uur (UTC+1) | Zwitserland | 0 – 3                                      | België | Olympique de la Pontaise, Lausanne Toeschouwers: 20.000 Scheidsrechter: Raffaele Scorzoni (ITA) |
| 8 mei Vriendschappelijk № 160 «onderlinge duels» 15:00 uur (UTC+1) |             | 22' (48) Bernard Voorhoof 77' Jean Capelle |        | Olympique de la Pontaise, Lausanne Toeschouwers: 20.000 Scheidsrechter: Raffaele Scorzoni (ITA) |

|                                                                     |                                     |       |                            |                                                                          |
| 21 mei Vriendschappelijk № 161 «onderlinge duels» 17:30 uur (UTC+1) | Zwitserland                         | 2 – 1 | Engeland                   | Hardturm, Zürich Toeschouwers: 25.000 Scheidsrechter: Peco Bauwens (DUI) |
| 21 mei Vriendschappelijk № 161 «onderlinge duels» 17:30 uur (UTC+1) | Georges Aeby 25' André Abegglen 73' |       | 33' (pen.) Clifford Bastin | Hardturm, Zürich Toeschouwers: 25.000 Scheidsrechter: Peco Bauwens (DUI) |

| Wereldkampioenschap voetbal 1938 |
| -------------------------------- |

|                                                                          |                    |              |                  |                                                                                   |
| 4 juni WK 1938 Achtste finale № 162 «onderlinge duels» 17:00 uur (UTC+1) | Zwitserland        | 1 – 1 (n.v.) | Duitsland        | Parc des Princes, Parijs Toeschouwers: 27.000 Scheidsrechter: John Langenus (BEL) |
| 4 juni WK 1938 Achtste finale № 162 «onderlinge duels» 17:00 uur (UTC+1) | André Abegglen 43' |              | 23' Jupp Gauchel | Parc des Princes, Parijs Toeschouwers: 27.000 Scheidsrechter: John Langenus (BEL) |

|                                                                                   |                                                               |       |                                               |                                                                                 |
| 9 juni WK 1938 Achtste finale (replay) № 163 «onderlinge duels» 19:00 uur (UTC+1) | Zwitserland                                                   | 4 – 2 | Duitsland                                     | Parc des Princes, Parijs Toeschouwers: 20.000 Scheidsrechter: Ivan Eklind (SWE) |
| 9 juni WK 1938 Achtste finale (replay) № 163 «onderlinge duels» 19:00 uur (UTC+1) | Genia Walaschek 42' Alfred Bickel 65' André Abegglen 76' (79) |       | 9' Willi Hahnemann 22' (e.d.) Ernst Lörtscher | Parc des Princes, Parijs Toeschouwers: 20.000 Scheidsrechter: Ivan Eklind (SWE) |

|                                                                        |                                        |       |             |                                                                                             |
| 12 juni WK 1938 Kwartfinale № 164 «onderlinge duels» 17:00 uur (UTC+1) | Hongarije                              | 2 – 0 | Zwitserland | Stade Victor Boucquey, Rijsel Toeschouwers: 15.000 Scheidsrechter: Rinaldo Barlassina (ITA) |
| 12 juni WK 1938 Kwartfinale № 164 «onderlinge duels» 17:00 uur (UTC+1) | György Sárosi 43' Gyula Zsengellér 90' |       |             | Stade Victor Boucquey, Rijsel Toeschouwers: 15.000 Scheidsrechter: Rinaldo Barlassina (ITA) |

|  |  |  |  |  |  |  |  |  |

|                                                                           |                                                        |       |             |                                                                                |
| 18 september Vriendschappelijk № 165 «onderlinge duels» 15:30 uur (UTC+1) | Ierland                                                | 4 – 0 | Zwitserland | Dalymount Park, Dublin Toeschouwers: 31.000 Scheidsrechter: Reg Mortimer (ENG) |
| 18 september Vriendschappelijk № 165 «onderlinge duels» 15:30 uur (UTC+1) | Paddy Bradshaw 1', 17' Jimmy Dunne 8' Tom Donnelly 62' |       |             | Dalymount Park, Dublin Toeschouwers: 31.000 Scheidsrechter: Reg Mortimer (ENG) |

|                                                                         |               |       |          |                                                                                                 |
| 6 november Vriendschappelijk № 166 «onderlinge duels» 15:00 uur (UTC+1) | Zwitserland   | 1 – 0 | Portugal | Olympique de la Pontaise, Lausanne Toeschouwers: 20.000 Scheidsrechter: Pierre Capdeville (FRA) |
| 6 november Vriendschappelijk № 166 «onderlinge duels» 15:00 uur (UTC+1) | Paul Aeby 47' |       |          | Olympique de la Pontaise, Lausanne Toeschouwers: 20.000 Scheidsrechter: Pierre Capdeville (FRA) |

|                                                                          |                                               |       |             |                                                                                   |
| 20 november Vriendschappelijk № 167 «onderlinge duels» 14:30 uur (UTC+1) | Italië                                        | 2 – 0 | Zwitserland | Stadio Littoriale, Bologna Toeschouwers: 20.000 Scheidsrechter: Louis Baert (BEL) |
| 20 november Vriendschappelijk № 167 «onderlinge duels» 14:30 uur (UTC+1) | Gino Colaussi 27' Severino Minelli 60' (e.d.) |       |             | Stadio Littoriale, Bologna Toeschouwers: 20.000 Scheidsrechter: Louis Baert (BEL) |

### 1939
|                                                                        |                                                  |       |                                                             |                                                                                                   |
| 12 februari Vriendschappelijk № 168 «onderlinge duels» 15:00 uur (UTC) | Portugal                                         | 2 – 4 | Zwitserland                                                 | Estádio José Manuel Soares, Lissabon Toeschouwers: 28.000 Scheidsrechter: Pierre Capdeville (FRA) |
| 12 februari Vriendschappelijk № 168 «onderlinge duels» 15:00 uur (UTC) | João Pedro da Cruz 15' Manuel Soeiro Vasques 47' |       | 3', 19' Georges Aeby 60' Alfred Bickel 62' Christian Sydler | Estádio José Manuel Soares, Lissabon Toeschouwers: 28.000 Scheidsrechter: Pierre Capdeville (FRA) |

|                                                                      |                                                    |       |                 |                                                                               |
| 2 april Vriendschappelijk № 169 «onderlinge duels» 15:00 uur (UTC+1) | Zwitserland                                        | 3 – 1 | Hongarije       | Hardturm, Zürich Toeschouwers: 17.000 Scheidsrechter: Raffaele Scorzoni (ITA) |
| 2 april Vriendschappelijk № 169 «onderlinge duels» 15:00 uur (UTC+1) | Georges Aeby 43' Paul Aeby 74' Genia Walaschek 80' |       | 54' Károly Déri | Hardturm, Zürich Toeschouwers: 17.000 Scheidsrechter: Raffaele Scorzoni (ITA) |

|                                                                    |                      |       |               |                                                                       |
| 7 mei Vriendschappelijk № 170 «onderlinge duels» 15:00 uur (UTC+1) | Zwitserland          | 2 – 1 | Nederland     | Wankdorf, Bern Toeschouwers: 19.000 Scheidsrechter: Louis Baert (BEL) |
| 7 mei Vriendschappelijk № 170 «onderlinge duels» 15:00 uur (UTC+1) | Lauro Amadò 28', 84' |       | 17' Kick Smit | Wankdorf, Bern Toeschouwers: 19.000 Scheidsrechter: Louis Baert (BEL) |

|                                                                     |                      |       |                                   |                                                                                      |
| 14 mei Vriendschappelijk № 171 «onderlinge duels» 15:00 uur (UTC+1) | België               | 1 – 2 | Zwitserland                       | Stade Jules Georges, Rocourt Toeschouwers: 21.111 Scheidsrechter: Roger Conrie (FRA) |
| 14 mei Vriendschappelijk № 171 «onderlinge duels» 15:00 uur (UTC+1) | Bernard Voorhoof 53' |       | 9' André Abegglen 64' Lauro Amadò | Stade Jules Georges, Rocourt Toeschouwers: 21.111 Scheidsrechter: Roger Conrie (FRA) |

|                                                                     |                    |       |                 |                                                                                           |
| 4 juni Vriendschappelijk № 172 «onderlinge duels» 18:00 uur (UTC+1) | Polen              | 1 – 1 | Zwitserland     | Wojska Polskiegostadion, Warschau Toeschouwers: 22.000 Scheidsrechter: Rudolf Eklöw (SWE) |
| 4 juni Vriendschappelijk № 172 «onderlinge duels» 18:00 uur (UTC+1) | Leonard Piątek 29' |       | 76' Lauro Amadò | Wojska Polskiegostadion, Warschau Toeschouwers: 22.000 Scheidsrechter: Rudolf Eklöw (SWE) |

|                                                                          |                                       |       |                      |                                                                         |
| 12 november Vriendschappelijk № 173 «onderlinge duels» 14:30 uur (UTC+1) | Zwitserland                           | 3 – 1 | Italië               | Hardturm, Zürich Toeschouwers: 23.000 Scheidsrechter: Louis Baert (BEL) |
| 12 november Vriendschappelijk № 173 «onderlinge duels» 14:30 uur (UTC+1) | Numa Monnard 5' Georges Aeby 61', 88' |       | 28' Ettore Puricelli | Hardturm, Zürich Toeschouwers: 23.000 Scheidsrechter: Louis Baert (BEL) |

SFV · A-internationals · Selecties · Bondscoaches · Zwitsers vrouwenelftal · Olympisch elftal · Zwitserland U21 · Zwitserland U19 · Zwitserland U18 · Zwitserland U17 · Zwitserland U16 · Vrouwen U17
1905 – 1919 · 
1920 – 1929 · 
1930 – 1939 · 
1940 – 1949 · 
1950 – 1959 · 
1960 – 1969 · 
1970 – 1979 · 
1980 – 1989 · 
1990 – 1999 · 
2000 – 2009 · 
2010 – 2019 · 
2020 – 2029
EK's: 1996 · 
2004 · 
2008 · 
2016 · 
2020 · 
2024
WK's: 1934 · 
1938 · 
1950 · 
1954 · 
1962 · 
1966 · 
1994 · 
2006 · 
2010 · 
2014 · 
2018 · 
2022
OS: 1924 · 
1928 · 
2012
1905 · 
1906 · 1907 · 
1908 · 
1909 · 
1910 · 
1911 · 
1912 · 
1913 · 
1914 · 
1915 · 
1916 · 
1917 · 
1918 · 
1919 · 
1920 · 
1921 · 
1922 · 
1923 · 
1924 · 
1925 · 
1926 · 
1927 · 
1928 · 
1929 · 
1930 · 
1931 · 
1932 · 
1933 · 
1934 · 
1935 · 
1936 · 
1937 · 
1938 · 
1939 · 
1940 · 
1941 · 
1942 · 
1943 · 
1944 · 
1945 · 
1946 · 
1947 · 
1948 · 
1949 · 
1950 · 
1952 ·
1952 · 
1953 · 
1954 · 
1955 · 
1956 · 
1957 · 
1958 · 
1959 · 
1960 · 
1961 · 
1962 · 
1963 · 
1964 · 
1965 · 
1966 · 
1967 · 
1968 · 
1969 · 
1970 · 
1971 · 
1972 · 
1973 · 
1974 · 
1975 · 
1976 · 
1977 ·
1978 · 
1979 · 
1980 · 
1981 · 
1982 · 
1983 · 
1984 · 
1985 · 
1986 · 
1987 · 
1988 · 
1989 · 
1990 ·
1991 · 
1992 · 
1993 · 
1994 ·
1995 · 
1996 · 
1997 · 
1998 · 
1999 · 
2000 · 
2001 · 
2002 · 
2003 · 
2004 · 
2005 · 
2006 · 
2007 · 
2008 · 
2009 · 
2010 · 
2011 · 
2012 · 
2013 ·
2014 ·
2015 ·
2016 ·
2017 ·
2018 ·
2019 ·
2020 ·
2021 ·
2022
Albanië ·
Algerije · 
Andorra · 
Argentinië ·
Australië ·
Azerbeidzjan ·
België ·
Bolivia ·
Bosnië en Herzegovina ·
Brazilië ·
Bulgarije ·
Canada ·
Chili ·
China ·
Colombia ·
Costa Rica ·
Cyprus ·
Denemarken ·
DDR ·
Duitsland ·
Ecuador ·
Egypte ·
Engeland · 
Estland ·
Faeröer ·
Finland ·
Frankrijk ·
Georgië ·
Ghana ·
Gibraltar ·
Griekenland ·
Honduras ·
Hongarije ·
Hongkong ·
Ierland ·
IJsland ·
Israël ·
Italië ·
Ivoorkust ·
Jamaica ·
Japan ·
Joegoslavië ·
Kameroen ·
Kenia ·
Kosovo ·
Kroatië ·
Letland ·
Liechtenstein ·
Litouwen ·
Luxemburg ·
Malta ·
Marokko ·
Mexico ·
Moldavië ·
Montenegro ·
Nederland ·
Nigeria ·
Noord-Ierland ·
Noorwegen ·
Oekraïne ·
Oman ·
Oostenrijk ·
Panama ·
Peru ·
Polen ·
Portugal ·
Qatar ·
Roemenië ·
Rusland ·
Saarland ·
San Marino ·
Schotland ·
Servië ·
Slovenië ·
Slowakije ·
Sovjet-Unie · 
Spanje ·
Togo ·
Tsjechië ·
Tsjecho-Slowakije ·
Tunesië ·
Turkije ·
Uruguay ·
Venezuela ·
VA Emiraten ·
Verenigde Staten ·
Wales ·
Wit-Rusland ·
Zimbabwe ·
Zuid-Korea ·
Zweden
Albanië (2016) ·
Argentinië (2014) ·
Brazilië (2018) ·
Chili (2010) ·
Costa Rica (2018) ·
Ecuador (2014) ·
Frankrijk (2006) ·
Frankrijk (2014) ·
Frankrijk (2016) ·
Frankrijk (2021) ·
Honduras (2010) · 
Honduras (2014) · 
Italië (2021) · 
Oekraïne (2006) ·
Portugal (2008)  · 
Portugal (2022) · 
Roemenië (2016) · 
Servië (2018) ·
Spanje (2010) ·
Spanje (2021) ·
Togo (2006) ·
Tsjechië (2008) ·
Turkije (2008) ·
Turkije (2021) ·
Wales (2021) ·
Zuid-Korea (2006) ·
Zweden (2018)
België · Bulgarije · Denemarken · Duitsland · Engeland · Estland · Finland · Frankrijk · Griekenland · Hongarije · Ierland · Israël · Italië · Joegoslavië · Letland · Litouwen · Luxemburg · Nederland · Noord-Ierland · Noorwegen · Oostenrijk · Polen · Portugal · Roemenië · Schotland · Spanje · Tsjecho-Slowakije · Turkije · Wales · Zweden · Zwitserland